# Pehr Henrik Ling
Pehr Henrik Ling (født 15. november 1776, død 3. maj 1839) var en svensk digter og udøver af medicinsk gymnastik. Han var medlem af det svenske akademi fra 1835 til 1839. Han var far til Hjalmar Ling.
Ling blev født i Ljunga i det sydlige Sverige i 1776, som søn af en præst. Efter at have afsluttet sin uddannelse på Växjö gymnasium i 1792, studerede han teologi på Lunds Universitet fra 1793, men skiftede til Uppsala Universitet og færdiggjorde sin uddannelse der i 1797. Han rejste til udlandet i syv år. I København studerede Ling på universitetet og underviste i moderne sprog. Hans rejse tog ham videre til Tyskland, Frankrig og England.